# Franz Ferdinand Freiherr von Rummel
Franz Ferdinand von Rummel (ur. 28 października 1644 w Weiden in der Oberpfalz, zm. 15 marca 1716 w Wiedniu) – austriacki duchowny rzymskokatolicki, w latach 1706–1716 książę biskup Wiednia.

## Życiorys
Studiował prawo, filozofie oraz teologię. Chciał wstąpić do zakonu kapucynów jednak Marek z Aviano widział w nim ogromny talent i rekomendował mu zostać kapłanem diecezjalnym. Po święceniach kapłańskich w roku 1675 został wychowawcą oraz kierownikiem duchownym przyszłego cesarza Józefa I Habsburga. 10 października 1695 został przedstawiony na biskupa Knin, a papież kanonicznie zaakceptował ten wybór 2 kwietnia następnego roku. Sakrę otrzymał 29 lipca 1696 z rąk kardynała Leopolda Karla von Kollonitsch Lipót. 4 października 1706 został zatwierdzony jako biskup Wiednia, ingres do katedry miał miejsce 12 grudnia tego samego roku. Rummel wspierał powołania kapłańskie, w małej diecezji Wiedeńskiej, w 1708 odbyło się aż 111 święceń prezbiteratu. Zmarł 15 marca 1716 po ciężkiej chorobie i został pochowany w krypcie biskupów katedry św. Szczepana.